# Dieter Görne
Dieter Görne (* 7. August 1936 in Heidenau; † 4. Januar 2023 in Dresden) war ein deutscher Dramaturg und Intendant.

## Leben
Nach dem Abitur 1953 in Dresden studierte Görne von 1953 bis 1958 Germanistik und Kunstgeschichte an der Universität Leipzig, unter anderem bei Ernst Bloch und Hans Mayer, und beendete sein Studium 1976 mit der Promotion bei Joachim Müller in Jena. Thema der Dissertation war Erbe und Gegenwart: Zur „Faust“-Rezeption durch das sozialistische Theater der DDR.
Bereits während seines Studiums leitete er von 1968 bis 1974 die Arbeitsgruppe Regest-Ausgabe im Goethe- und Schiller-Archiv in Weimar, die alle an Goethe gerichteten Briefe edierte. 
Erste Engagements als Dramaturg und Chefdramaturg führten ihn nach Anklam, Plauen, Weimar, Chemnitz und Dresden. Von 1990 bis zu seiner Pensionierung 2001 leitete Görne als Intendant das Staatsschauspiel Dresden.
Görne ist der Vater des Baritons Matthias Goerne.

## Auszeichnungen
Görne wurde 1994 zum Honorarprofessor für Geschichte und Dramaturgie des Sprechtheaters an der Hochschule für Bildende Künste Dresden ernannt, im selben Jahr wurde er Mitglied der Deutschen Akademie der Darstellenden Künste in Frankfurt am Main. Von 2002 bis 2005 war er Sekretär der Klasse Darstellende Kunst und Film der Sächsischen Akademie der Künste und ist seit 2005 Vizepräsident der Akademie. 2003 erhielt er die Ehrenmitgliedschaft des Staatsschauspiels Dresden sowie das Bundesverdienstkreuz (I. Klasse).